# Parlag hongrois
Le parlag hongrois est une race d'âne originaire de Hongrie